# 芝普特拉水上乐园
芝普特拉水上乐园（英语：Ciputra Waterpark）是印尼东爪哇省泗水市的一处旅游景点，是印尼最大的水上乐园之一。公园里有缓缓的的河流，也有令人肾上腺素飙升的水滑梯。公园占地5公顷，被誉为东南亚最大的公园。公园还拥有多家餐厅。